# 대수 구조 다양체
보편 대수학에서 대수 구조 다양체(영어: variety of algebraic structures)는 어떤 항등식들을 만족시키는 대수 구조들의 모임이다.

## 정의
주어진 형 {\displaystyle \tau }의 대수 구조들의 모임 {\displaystyle {\mathcal {V}}}에 대하여, 다음 두 성질이 서로 동치이다.
- {\displaystyle {\mathcal {V}}}는 다음 세 연산에 대하여 닫혀 있다.
  - 준동형에 대한 상. 즉, {\displaystyle A\in {\mathcal {V}}}이고 준동형 {\displaystyle \phi \colon A\to B}이 존재한다면, {\displaystyle \phi (A)\in {\mathcal {V}}}이다.
  - 곱 대수. 즉, {\displaystyle {\mathcal {A}}\subseteq {\mathcal {V}}}가 부분 집합이라면, {\displaystyle \prod {\mathcal {A}}\in {\mathcal {V}}}이다. (만약 {\displaystyle {\mathcal {A}}=\varnothing }일 경우, {\displaystyle \prod \varnothing }은 하나의 원소를 가진 자명 대수 {\displaystyle 1=\{\bullet \}}이다.)
  - 부분 대수. 즉, {\displaystyle A\in {\mathcal {V}}}이고 {\displaystyle B\subset A}가 부분 대수라면, {\displaystyle B\in {\mathcal {V}}}이다.
- {\displaystyle {\mathcal {V}}}는 일련의 항등식 {\displaystyle I}들을 만족시키는 모든 대수 구조들의 모임이다. 여기서 항등식이란

{\displaystyle \forall x_{1},\dots ,x_{m},y_{1},\dots ,y_{n}\in A\colon f(x_{1},x_{2},\dots ,x_{m})=g(y_{1},y_{2},\dots ,y_{n})}
꼴의 조건이며, {\displaystyle f}는 {\displaystyle \tau }에 속한 연산들 및 변수 {\displaystyle x_{1},\dots ,x_{m}}만을 사용하는 (유한한 길이의) 식이며, {\displaystyle g}는 {\displaystyle \tau }에 속한 연산들 및 변수 {\displaystyle y_{1},\dots ,y_{n}}만을 사용하는 (유한한 길이의) 식이다.
대수 구조 다양체(영어: variety of algebraic structures)는 위 조건을 만족시키는, 대수 구조의 집합이다. 위 두 조건이 서로 동치라는 사실은 버코프 준동형사상-곱-부분대수 정리(영어: Birkhoff’s HPS theorem)라고 하며, 개릿 버코프가 증명하였다.
대수 구조 다양체를 형 {\displaystyle \tau }와 항등식 집합 {\displaystyle {\mathcal {I}}}의 순서쌍으로 적자. 두 대수 구조 다양체 {\displaystyle (\tau ,{\mathcal {I}})}, {\displaystyle (\tau ',{\mathcal {I}}')} 사이의 준동형 {\displaystyle \phi \colon (\tau ,{\mathcal {I}})\to (\tau ',{\mathcal {I}}')}은 다음과 같은 데이터로 구성된다.
- 각 {\displaystyle n}항 연산 {\displaystyle t\in \tau }에 대하여, {\displaystyle \tau '}의 연산들의 합성으로 정의할 수 있는 연산 {\displaystyle \phi (t)}

이는 다음 성질을 만족시켜야 한다.
- 모든 항등식 {\displaystyle I\in {\mathcal {I}}}에 대하여, {\displaystyle I}에 등장하는 각 연산 {\displaystyle t}를 {\displaystyle \phi (t)}로 대응시킨 항등식은 {\displaystyle {\mathcal {I}}'}으로부터 함의된다.

이에 따라, 대수 구조 다양체들의 모임은 범주를 이룬다.

## 성질
같은 연산들을 갖는 두 다양체의 교모임 역시 다양체를 이룬다.
대수 구조 다양체는 준동형을 사상으로 하는 구체적 범주를 이룬다. 범주론적으로, 모든 대수 구조 다양체는 로비어 이론(영어: Lawvere theory) {\displaystyle L}로부터 집합의 범주 {\displaystyle \operatorname {Set} }로 가는, 곱을 보존하는 함자들의 범주 {\displaystyle \operatorname {Prod} (L,\operatorname {Set} )}와 동치이다.
모든 대수 구조 다양체는 다음 성질을 만족시킨다.
- 항상 자유 대수가 존재한다. 즉, 대수 구조 다양체 {\displaystyle {\mathcal {V}}}의 망각 함자 {\displaystyle G\colon {\mathcal {V}}\to \operatorname {Set} }의 왼쪽 수반 함자 {\displaystyle F\colon \operatorname {Set} \to {\mathcal {V}}}, {\displaystyle F\dashv G}가 존재한다.
- 완비 범주이며 쌍대 완비 범주이다. 즉, 모든 작은 극한과 쌍대극한이 존재한다. 이 경우 쌍대극한을 귀납적 극한, 극한을 사영 극한이라고 한다.
  - 범주론적 곱이 항상 존재하며, 직접곱이라고 한다. 또한, 망각 함자 아래 이는 곱집합 위에 정의된 대수이다.
  - 쌍대곱 역시 항상 존재하며, 자유곱이라고 한다. 이는 일반적으로 집합의 쌍대곱(분리 합집합)과 호환되지 않는다.
  - 끝 대상은 하나의 원소만을 갖는 대수이다.
  - 시작 대상은 공집합으로부터 생성되는 자유 대수이다.

## 예

### 집합의 다양체
집합의 모임 {\displaystyle \operatorname {Set} }은 아무런 연산 및 항등식을 갖지 않는 다양체이다. 점 갖춘 집합의 모임 {\displaystyle \operatorname {Set} _{\bullet }}은 다음과 같은 다양체이다.
- 연산: 영항연산 {\displaystyle \bullet }
- 항등식: 없음

크기가 1 이하인 집합들의 다양체는 다음과 같다.
- 연산: 없음
- 항등식: {\displaystyle x=y}

크기가 1인 집합들의 다양체는 다음과 같다.
- 연산: 영항연산 {\displaystyle \bullet }
- 항등식: {\displaystyle x=y}

유한 집합들의 모임은 다양체를 이루지 않는다. 이는 유한성은 항등식으로 나타낼 수 없으며, 또한 무한 개의 유한 집합의 곱집합은 유한 집합이 아니기 때문이다.
군 {\displaystyle G}가 주어졌을 때, {\displaystyle G}의 작용을 갖춘 집합들의 모임 {\displaystyle G{\text{-Set}}}는 다음과 같은 다양체이다.
- 연산: 각 {\displaystyle g\in G}에 대하여, 일항연산 {\displaystyle g\cdot }
- 항등식:
  - 모든 {\displaystyle g,h\in G}에 대하여, {\displaystyle g\cdot (h\cdot x)=(gh)\cdot x}
  - {\displaystyle 1\cdot x=x}

### 군의 다양체
군의 모임 {\displaystyle \operatorname {Grp} }은 다음과 같은 다양체이다.
- 연산: 이항연산 {\displaystyle \cdot }, 일항연산 {\displaystyle {}^{-1}}, 영항연산 {\displaystyle 1}
- 항등식: {\displaystyle (x\cdot y)\cdot z=x\cdot (y\cdot z)}, {\displaystyle xx^{-1}=1}, {\displaystyle x^{-1}x=1}, {\displaystyle 1\cdot x=x}, {\displaystyle x\cdot 1=x}

아벨 군의 모임 {\displaystyle \operatorname {Ab} }은 군의 다양체의 부분다양체이며, 다음과 같은 항등식이 추가된다.
- 항등식: {\displaystyle x\cdot y=y\cdot x}

이 밖에도, {\displaystyle \operatorname {Grp} }의 부분다양체들은 다음을 들 수 있다.
- {\displaystyle n}-번사이드 군: 모든 원소의 차수가 {\displaystyle n}의 약수인 군.
- 유도 길이가 {\displaystyle k} 이하인 가해군 {\displaystyle \operatorname {SolvGrp} _{k}}. 예를 들어, {\displaystyle \operatorname {SolvGrp} _{1}=\operatorname {Ab} }이며, {\displaystyle \operatorname {SolvGrp} _{2}}를 정의하는 항등식은 {\displaystyle 1=xyx^{-1}y^{-1}zwz^{-1}w^{-1}yxy^{-1}x^{-1}wzw^{-1}z^{-1}}이다.
- 중심 길이가 {\displaystyle k} 이하인 멱영군 {\displaystyle \operatorname {NilpGrp} _{k}} ({\displaystyle \overbrace {[\cdots [G,G],G],G],\cdots ]} ^{k}=1}인 군 {\displaystyle G})

### 환의 다양체
유사환의 모임 {\displaystyle \operatorname {Rng} }은 다음과 같은 다양체이다.
- 연산: 이항연산 {\displaystyle \cdot } 및 {\displaystyle +}, 일항연산 {\displaystyle -}, 영항연산 {\displaystyle 0}
- 항등식: (유사환의 정의)

가환 유사환의 모임 {\displaystyle \operatorname {CRng} }은 {\displaystyle \operatorname {Rng} }의 부분다양체이다.
환의 모임 {\displaystyle \operatorname {Ring} }은 다음과 같은 다양체이다.
- 연산: {\displaystyle \operatorname {Rng} }의 연산 및 영항연산 {\displaystyle 1}
- 항등식: {\displaystyle \operatorname {Rng} }의 항등식 및 {\displaystyle 1\cdot x=x\cdot 1}

가환환의 모임 {\displaystyle \operatorname {CRing} }은 {\displaystyle \operatorname {CRing} }의 부분다양체이다.
이 밖에도, 임의의 음이 아닌 정수 {\displaystyle n}에 대하여, 표수가 {\displaystyle n}의 약수인 환들의 모임은 다양체를 이룬다.
체의 모임은 다양체를 이루지 않는다. 체의 곱셈 역원 {\displaystyle ^{-1}}은 0에 대하여 정의되지 않으며, 이 연산을 무시하고 체를 단순히 {\displaystyle \operatorname {Ring} }의 부분 모임으로 본다면, 체의 모임은 곱 대수 및 부분 대수에 대하여 닫혀 있지 않다. 다만, {\displaystyle 0^{-1}}으로 정의한다면, 체의 모임은 가환 폰 노이만 정규환(영어: commutative von Neumann-regular ring)의 다양체의 부분 모임이며, 이는 체들을 포함하는 가장 작은 다양체이다. 가환 폰 노이만 정규환의 모임은 다음과 같은 다양체이다.
- 연산: {\displaystyle \operatorname {CRing} }의 연산 및 일항연산 {\displaystyle ^{-1}}
- 항등식: {\displaystyle \operatorname {CRing} }의 항등식 및 {\displaystyle xx^{-1}x=x}, {\displaystyle x^{-1}xx^{-1}=x^{-1}}

이 경우, 항등식들에 따라 항상 {\displaystyle 0^{-1}=0}이 된다.

### 격자의 다양체
격자의 모임은 다음과 같은 다양체이다.
- 연산: 이항연산 {\displaystyle \vee } 및 {\displaystyle \wedge }
- 항등식:
  - (교환 법칙) {\displaystyle a\vee b=b\vee a}, {\displaystyle a\wedge b=b\wedge a}
  - (결합 법칙) {\displaystyle (a\vee b)\vee c=a\vee (b\vee c)}, {\displaystyle (a\wedge b)\wedge c=a\wedge (b\wedge c)}
  - (흡수 법칙) {\displaystyle a\vee (a\wedge b)=a\wedge (a\vee b)=a}

모듈러 격자의 모임은 격자의 다양체의 부분다양체를 이루며, 분배 격자의 모임은 모듈러 격자의 다양체의 부분다양체를 이룬다.
유계 격자의 모임은 다음과 같은 다양체이다.
- 연산: 격자의 연산 및 영항연산 {\displaystyle \bot } 및 {\displaystyle \top }
- 항등식: 격자의 항등식 및 {\displaystyle a\vee \bot =a}, {\displaystyle a\wedge \top =a}

헤이팅 대수의 모임과 불 대수의 모임 역시 다양체를 이룬다.
완비 격자의 모임은 다양체를 이루지 않는데, 이는 완비 격자를 공리화하려면 무한항 연산(무한 개의 원소들의 만남·이음)이 필요하기 때문이다.